# San Raffaele Cimena
 San Raffaele Cimena  (piemonti nyelven  San Rafè e Cimënna ) egy olasz község  Piemont régióban, Torino megyében.

## Elhelyezkedése

San Raffaele Cimena község Torino megye térképén

A vele határos települések: Brandizzo, Castagneto Po, Chivasso, Gassino Torinese, Rivalba és Settimo Torinese.